# هنری آلن (بازیکن فوتبال)
هنری آلن (انگلیسی: Henry Allen؛ 1898 – ۱۹۷۶ (۷۷−۷۸ سال)) بازیکن فوتبال اهل بریتانیا بود.
از باشگاه‌هایی که در آن بازی کرده‌است می‌توان به باشگاه فوتبال گیلینگام، باشگاه فوتبال چارلتون اتلتیک، باشگاه فوتبال ساوتند یونایتد، و باشگاه فوتبال وستهام یونایتد اشاره کرد.